# Ермин Бичакчић
Ермин Бичакчић (Зворник, 24. јануара 1990) јесте босанскохерцеговачки фудбалер. Игра на месту штопера.
Своју професионалну каријеру започео је у редовима Штутгарта, где је углавном наступао за развојни тим, до преласка у Ајнтрахт из Брауншвајга, 2012. године. Две године касније потписао је за Хофенхајм.
Иако је као омладинац представљао и Немачку и Босну и Херцеговину, Бичакчић се одлучио за сениорски тим државе у којој је рођен. Свој дебитантски наступ за репрезентацију Босне и Херцеговине забележио је 2013, а годину дана касније учествовао је на Светском првенству у Бразилу.

## Клупска каријера

### Почеци
Бичакчић је фудбал почео да тренира у немачким локалним клубовима, Мекмилу и Хајлброну, пре него што је прешао у академију Штутгарта, 2005. године. Свој први професионални наступ, Бичакчић је забележио у Куп Немачке, 27. октобра 2010, против екипе Кемницера. Свој први погодак, Бичакчић је такође постигао у купу, дана 29. јула 2011, против Вехен Визбадена.

### Ајнтрахт Брауншвајг
Почетком 2012, Бичакчић је прешао у састав Ајнтрахт из Брауншвајга, са којим је потписао уговор до јуна 2013. Свој дебитантски наступ за нови клуб забележио је 5. фебруара исте године, на сусрету са Ајнтрахтом из Франкфурта, док је први погодак за ту екипу постигао 11. марта, у ремију са Енерги Котбусом.
Бичакчић је у јануару 2013. године продужио уговор са клубом, до 2016. По окончању такмичарске 2012/13, Бичакчић је изабран за најбољег одбрамбеног играча Друге Бундеслиге, док је његов тим изборио пласман у највиши степен фудбалског такмичења у Немачкој.

### Хофенхајм
Бичакчић је у мају 2014. потписао четворогодишњи уговор са Хофенхајмом. Дебитовао је голом у Купу Немачке, против екипе Паломе, 17. августа исте године. Свој лигашки деби за Хофенхајм уписао је неколико дана касније, против Аугзбурга. Први погодак у Бундеслиги Немачке, Бичакчић је постигао у поразу од Вердера из Бремена, 4. фебруара 2015. године.
Бичакчић је у септембру 2016. продужио уговор са клубом за још 4 године. Годину дана касније, претрпео је делимично напрснуће предњих укрштених лигамената десног колена, због чега је био ван терена до децембра, када се нашао у саставу Групе Ц Лиге Европе, против Лудогореца из Разграда.
Иако је, због честих повреда, имао мању минутажу, Бичакчић је допринео историјском пласману клуба у Лигу шампиона, који је обезбеђен трећим местом на табели Бундеслиге Немачке. Свој дебитантски наступ у Лиги шампиона, Бичакчић је уписао 23. октобра, када је Хофенхајм ремизирао са Олимпиком из Лиона, резултатом 3 : 3. Своју стоту утакмицу за клуб одиграо је 19. децембра 2018. године. У мају 2019. обновио је уговор са клубом до 2022. године.
Октобра 2023. вратио се у Ајнтрахт Брауншвајг.

## Репрезентација
Након добијања немачког држављанства, Бичакчић је 2008. дебитовао за репрезентацију те државе у узрасту до 18 година старости.
После тога је наступао за омладинску репрезентацију Босне и Херцеговине. После свог 21. рођендана, одрекао се пасоша државе у којој је рођен, због немачких прописа. Две године касније, омогућено му је двојно држављанство. По дозволи Фифе, Бичакчић је одбрао сениорски састав репрезентације Босне и Херцеговине, па је у августу 2013. добио први позив у састав те екипе. Дебитовао је на сусрету са селекцијом Сједињених Америчких Држава одиграном средином месеца.
Свој први погодак у дресу репрезентације, Бичакчић је постигао у септембру исте године, на квалификационој утакмици за Светско првенство, против селекције Словачке.
Након пласмана Босне и Херцеговине на то такмичење, шеф стручног штаба репрезентације, Сафет Сушић, уврстио је Бичакчића на коначан списак путника у Бразил, где је одигран завршни турнир. На отварању турнира, Бичакчић је био у постави своје екипе у поразу од Аргентине, резултатом 2 : 1 на стадиону Маракана.

## Статистика

### Клупска
Ажурирано 18. децембра 2019.
|                     |          |                          |     |    |    |   |   |   |   |   |     |    |  |  |
| Штутгарт II         | 2009/10. | Трећа лига Немачке       | 12  | 0  | —  | — | — | — | — | — | 12  | 0  |  |  |
| Штутгарт II         | 2010/11. | Трећа лига Немачке       | 10  | 0  | —  | — | — | — | — | — | 10  | 0  |  |  |
| Штутгарт II         | 2011/12. | Трећа лига Немачке       | 1   | 0  | —  | — | — | — | — | — | 1   | 0  |  |  |
| Штутгарт II         | Укупно   | Укупно                   | 23  | 0  | —  | — | — | — | — | — | 23  | 0  |  |  |
|                     |          |                          |     |    |    |   |   |   |   |   |     |    |  |  |
| Штутгарт            | 2010/11. | Бундеслига Немачке       | 1   | 0  | 2  | 0 | 2 | 0 | — | — | 5   | 0  |  |  |
| Штутгарт            | 2011/12. | Бундеслига Немачке       | 0   | 0  | 1  | 1 | — | — | — | — | 1   | 1  |  |  |
| Штутгарт            | Укупно   | Укупно                   | 1   | 0  | 3  | 1 | 2 | 0 | — | — | 6   | 1  |  |  |
|                     |          |                          |     |    |    |   |   |   |   |   |     |    |  |  |
| Ајнтрахт Брауншвајг | 2011/12. | Друга Бундеслига Немачке | 15  | 1  | —  | — | — | — | — | — | 15  | 1  |  |  |
| Ајнтрахт Брауншвајг | 2012/13. | Друга Бундеслига Немачке | 33  | 3  | 2  | 0 | — | — | — | — | 35  | 3  |  |  |
| Ајнтрахт Брауншвајг | 2013/14. | Бундеслига Немачке       | 31  | 1  | 1  | 0 | — | — | — | — | 32  | 1  |  |  |
| Ајнтрахт Брауншвајг | Укупно   | Укупно                   | 79  | 5  | 3  | 0 | — | — | — | — | 82  | 5  |  |  |
|                     |          |                          |     |    |    |   |   |   |   |   |     |    |  |  |
| Хофенхајм           | 2014/15. | Бундеслига Немачке       | 24  | 1  | 4  | 1 | — | — | — | — | 28  | 2  |  |  |
| Хофенхајм           | 2015/16. | Бундеслига Немачке       | 21  | 0  | 1  | 0 | — | — | — | — | 22  | 0  |  |  |
| Хофенхајм           | 2016/17. | Бундеслига Немачке       | 18  | 1  | 1  | 0 | — | — | — | — | 19  | 1  |  |  |
| Хофенхајм           | 2017/18. | Бундеслига Немачке       | 9   | 0  | 1  | 0 | 3 | 0 | — | — | 13  | 0  |  |  |
| Хофенхајм           | 2018/19. | Бундеслига Немачке       | 25  | 1  | 2  | 0 | 3 | 0 | — | — | 30  | 1  |  |  |
| Хофенхајм           | 2019/20. | Бундеслига Немачке       | 11  | 2  | 1  | 0 | — | — | — | — | 12  | 2  |  |  |
| Хофенхајм           | Укупно   | Укупно                   | 108 | 5  | 10 | 1 | 6 | 0 | — | — | 124 | 6  |  |  |
|                     |          |                          |     |    |    |   |   |   |   |   |     |    |  |  |
| Каријера            | Каријера | Каријера                 | 211 | 10 | 16 | 2 | 8 | 0 | — | — | 235 | 12 |  |  |
|                     |          |                          |     |    |    |   |   |   |   |   |     |    |  |  |

### Репрезентативна
Ажурирано 6. новембра 2019.
| Босна и Херцеговина | Босна и Херцеговина | Босна и Херцеговина |
| Година              | Утакмице            | Голови              |
| ------------------- | ------------------- | ------------------- |
| 2013.               | 6                   | 1                   |
| 2014.               | 4                   | 0                   |
| 2015.               | 4                   | 1                   |
| 2016.               | 3                   | 0                   |
| 2017.               | 3                   | 1                   |
| 2018.               | 5                   | 0                   |
| 2019.               | 9                   | 0                   |
| Укупно              | 34                  | 3                   |

### Голови за репрезентацију
| #  | Датум               | Место                                            | Противник | Гол   | Резултат | Такмичење                                 |
| -- | ------------------- | ------------------------------------------------ | --------- | ----- | -------- | ----------------------------------------- |
| 1. | 10. септембар 2013. | Стадион под Дубном, Жилина, Словачка             | Словачка  | 1 : 1 | 1 : 1    | Квалификације за Светско првенство 2014.  |
| 2. | 6. септембар 2015.  | Стадион Билино поље, Зеница, Босна и Херцеговина | Андора    | 1 : 0 | 3 : 0    | Квалификације за Европско првенство 2016. |
| 3. | 25. март 2017.      | Стадион Билино поље, Зеница, Босна и Херцеговина | Гибралтар | 5 : 0 | 5 : 0    | Квалификације за Светско првенство 2018.  |

## Трофеји и награде

### Појединачно
- Најбољи одбрамбени фудбалер Друге Бундеслиге Немачке за такмичарску 2012/13.[11]